# Municipio Caracollo
Das Municipio Caracollo (Aymara Q’araqullu jisk’a t’aqa suyu, spanisch Municipio de Caracollo) ist ein Verwaltungsbezirk im Departamento Oruro im Hochland des südamerikanischen Anden-Staates Bolivien.

## Lage im Nahraum
Das Municipio Caracollo ist eines von drei Municipios in der Provinz Cercado. Es grenzt im Norden an das Departamento Cochabamba, im Westen an die Provinz Tomas Barrón und an das Departamento La Paz, im Südwesten an die Provinz Nor Carangas und an die Provinz Saucarí, im Süden an das Municipio El Choro und im Südosten an das Municipio Oruro.
Der zentrale Ort des Municipios ist die Landstadt Caracollo mit 5356 Einwohnern (Volkszählung 2012) im Zentrum des Municipios.

## Geographie
Das Municipio Caracollo liegt am östlichen Rand des bolivianischen Altiplano vor der Hochgebirgskette der Cordillera Central. Die Vegetation der Region ist karg, denn in dieser Höhe ist kein üppiges Wachstum mehr möglich. Die Region hat ein typisches Tageszeitenklima, bei dem die täglichen Temperaturschwankungen stärker ausgeprägt sind als die Temperaturschwankungen zwischen Winter und Sommer.
Die Jahresdurchschnittstemperatur liegt im langjährigen Mittel bei 8 °C, die Monatswerte schwanken zwischen 4 °C im Juni/Juli und 11 °C im Dezember (siehe Klimadiagramm). Nächtliche Frosttemperaturen sind jedoch zu fast jeder Jahreszeit möglich. Der Jahresniederschlag liegt bei niedrigen 400 mm, wobei von April bis Oktober eine ausgeprägte Trockenzeit herrscht und nur von Dezember bis März nennenswerte Niederschläge von bis zu 100 mm im Monatsmittel fallen. Aufgrund der geringen Niederschläge ist der Himmel meist klar und von intensiv blauer Farbe.

## Bevölkerung
Die Einwohnerzahl ist zwischen 1992 und 2024 um etwa zwei Drittel angestiegen:
| Jahr | Einwohner | Quelle       |
| ---- | --------- | ------------ |
| 1992 | 14.849    | Volkszählung |
| 2001 | 19.860    | Volkszählung |
| 2012 | 23.083    | Volkszählung |
| 2024 | 23.068    | Volkszählung |

Die Bevölkerungsdichte des Municipios bei der letzten Volkszählung von 2024 betrug 9,7 Einwohner/km², der Anteil der städtischen Bevölkerung im Jahr 2001 war 22,2 Prozent, die Lebenserwartung der Neugeborenen lag bei 58,5 Jahren.
Der Alphabetisierungsgrad bei den über 19-Jährigen beträgt 85 Prozent, und zwar 95 Prozent bei Männern und 75 Prozent bei Frauen (2001).

## Politik
Ergebnis der Regionalwahlen (concejales del municipio) vom 4. April 2010:
| Wahlberechtigte |  | Stimmen | gültig |  | MAS-IPSP | MSM    | FPV    | JM    |
| --------------- |  | ------- | ------ |  | -------- | ------ | ------ | ----- |
| 10.566          |  | 9.351   | 6.329  |  | 3.514    | 1.385  | 953    | 477   |
|                 |  | 88,5 %  | 67,7 % |  | 55,5 %   | 21,9 % | 15,1 % | 7,5 % |

Ergebnis der Regionalwahlen (elecciones de autoridades políticas) vom 7. März 2021:
| Wahl- berechtigte |  | Wahl- beteiligung | gültige Stimmen |  | MAS-IPSP | UN SOL PARA ORURO | BST    | UNICO  | PP     | MTS    |
| ----------------- |  | ----------------- | --------------- |  | -------- | ----------------- | ------ | ------ | ------ | ------ |
| 13.794            |  | 12.328            | 10.665          |  | 6.231    | 2.854             | 661    | 229    | 144    | 138    |
|                   |  | 89,57 %           | 86,51 %         |  | 58,42 %  | 26,76 %           | 6,20 % | 2,15 % | 1,35 % | 1,29 % |

## Distrikte
Das Municipio Caracollo untergliedert sich in die folgenden sieben Kantone (cantones):
- 04-0102-01 Kanton Caracollo – 91 Ortschaften – 15.188 Einwohner
- 04-0102-02 Kanton La Joya – 23 Ortschaften – 4.644 Einwohner
- 04-0102-04 Kanton Sillota – 9 Ortschaften – 1.946 Einwohner
- 04-0102-07 Kanton Kemalla – 10 Ortschaften – 1.305 Einwohner

## Ortschaften im Municipio Caracollo
- Kanton Caracollo
  - Caracollo 5356 Einw. – Villa Puente 1005 Einw. – Vila Vila 464 Einw. – Ocotavi 444 Einw. – Villa Pata 265 Einw. – Querarani 210 Einw. – Santa Fe 45 Einw.
- Kanton La Joya
  - La Joya 1481 Einw. – Sillota Belén 328 Einw. – Lajma 201 Einw.
- Kanton Kemalla
  - Kemalla 428 Einw.